# Вибух на шахті в Кузбасі (2021)
Аварія на шахті в Кузбасі 2021 року — нещасний випадок у вугільній копальні «Листв'яжна» в Кемеровській області Росії (Кузбас), що трапився 25 листопада 2021 року і жертвами якого стали 52 особи. Це найсмертоносніша аварія на російській шахті після вибуху на шахті «Распадська» в тому ж регіоні 2010 року.
Дим від пожежі у вентиляційному штреку спричинив задуху у понад 40 гірників. Невдала спроба врятувати застряглих шахтарів призвела до загибелі щонайменше шістьох рятувальників, коли в шахті стався вибух.

## Передісторія
Шахта «Листв'яжна» входить до складу зареєстрованого 2006 року АТ холдингова компанія «СДС-Вугілля» — галузевого холдингу компанії «Сибірський діловий союз». За даними місцевих ЗМІ, 2004 року внаслідок вибуху метану на цій самій шахті загинуло 13 осіб. У 2016 році, після катастрофи на шахті у Воркуті, російська влада провела оцінку безпеки 58 вугільних копалень країни та оголосила 34% з них потенційно небезпечними. Однак у ЗМІ повідомляється, що «Листв'яжної» серед них не було.
Як повідомляє «Інтерфакс», остання перевірка даної копальні відбулася 19 листопада Після аварії правоохоронні органи заявили, що гірники вже раніше скаржилися на високий рівень метану в шахті. Родичі жертв також твердили, що в копальні десятьма днями раніше сталася пожежа.

## Інцидент
25 листопада на вугільній шахті «Листв'яжна» прогримів вибух. Спочатку повідомлялося про 11 загиблих і 45 потерпілих. Причиною стало загоряння вугільного пилу. На глибині 250 м почалося задимлення. Загалом у мить вибуху в копальні перебувало 285 людей, із яких евакуювали 239. Порятунок частини вуглекопів ускладнився через сильне задимлення.
Дим після вибуху від загоряння вугільного пилу з вентиляційної шахти заповнив виробку. Одинадцять гірників були знайдені мертвими відразу після цього. Багатьом іншим вуглекопам вдалося відразу втекти, проте десятки інших залишилися в пастці. Сорока дев'ятьох із тих, хто вижив, було доставлено до лікарень, декого з ознаками отруєння димом, а чотирьох — у критичному стані. П'ятеро рятувальників загинули, коли під час невдалої спроби дістатися до застряглих гірників у шахті пролунав вибух.
Пізніше пошуково-рятувальні роботи було припинено після того, як у шахті було виявлено високий рівень метану, що збільшувало ймовірність вибуху. Потім рятувальні операції відновилися, в результаті чого було знайдено мертвими ще 35 шахтарів. Губернатор Кемеровської області Сергій Цивільєв припустив, що більше нікого не знайдуть живим.
26 листопада 2021 одного з потерпілих, якого вважали за загиблого, знайшли живим. Це не був шахтар, а один із рятувальників, 51-річний Олександр Заковряшин. Знайдений був притомним. Його госпіталізували з помірним отруєнням чадним газом.

## Наслідки
Після цієї аварії Слідчий комітет Росії розпочав кримінальне провадження за фактом можливих порушень правил безпеки. Затримано трьох осіб — директора шахти, його заступника та керівника дільниці. Поліція також заарештувала двох державних інспекторів безпеки. Президент Росії Володимир Путін висловив співчуття родинам загиблих. У Кемеровській області оголосили триденну жалобу. Голова Незалежної профспілки гірників Росії Олександр Сергєєв покладає провину за аварію на власників і керівництво шахти, звинувативши їх у недбалому ставленні до правил безпеки.